# Gschösser
Gschösser bzw. Gschößer ist ein deutscher Familienname.

## Herkunft und Bedeutung
- Schösser, der Beruf des Schosseintreibers
- Geschoss (Rechtsgeschichte), eine Steuer bzw. die Berechnungsgrundlage für eine Steuer in der mittelalterlichen Stadt